# 모전초등학교 (경북)
모전초등학교는 대한민국 경상북도 문경시 모전동에 있는 공립 초등학교이다.

## 학교연혁
- 2002.05.24 운동장 우레탄 시설 준공
- 2003.07.21 다목적 교실 및 제 3동 8개 교실 착공
- 2004.03.01 경상북도교육청 지정 독서교육 시범학교 지정
- 2004.05.18 꿈나무관(체육관) 개관, 교실증축 8교실
- 2006.08.20 별관 4층 4개 교실 증축
- 2008.03.01 경상북도교육청 지정 교육과정(도덕)시범학교 지정
- 2010.03.01 경상북도교육청 지정 사교육 경감 시범교육청 연구 중심학교 운영
- 2011.03.01 경상북도교육청지정 방과후 학교 시범학교 지정
- 2012.08.30 급식실 현대화 사업 및 후관 바닥공사
- 2012.12.27 에듀탑 공모전 우수 및 100대 교육과정 우수학교
- 2013.05.17 운동장 정지 및 마사토 복토
- 2013.06.23 유치원 교실 1.5실 증축
- 2013.08.25 급식실 환경 정비 및 바닥 개체공사
- 2013.12.20 100대 교육과정 우수학교 및 학교평가 최우수 학교 선정
- 2014.02.23 급식실 냉난방기 추가 설치
- 2014.03.01 경상북도교육청 지정 에너지 연구학교 운영
- 2014.03.01 2014 녹색학교 숲가꾸기 사업 학교 선정
- 2014.03.01 38학급 편성(특1), 유치원 3학급 편성
- 2015.02.17 제18회 졸업(졸업생 220명, 총 3,479명)
- 2015.03.01 제8대 김선태 교장 선생님 부임
- 2021.03.01 경상북도교육청 지정 통일교육

## 참고 자료
- 모전초등학교 - 한국교육학술정보원 학교알리미